# Locusta (torpediniera)
La Regia Nave Locusta, poi denominata 19 T, è stata una torpediniera della Regia Marina italiana in servizio tra il 1883 e il 1892, e poi dal 1892 al 1896 nella Regia Guardia di Finanza

## Storia
La torpediniera Locusta, appartenente alla Classe Euterpe, fu costruita in Gran Bretagna presso il cantiere navale Vosper Thornycroft di Chiswich, Londra. L'unità fu consegnata alla Regia Marina nel 1883 assegnata all'impiego sulle navi da battaglia. Lo scafo, che aveva due fumaioli appaiati abbattibili e una torretta blindata di manovra a poppa, era in acciaio zincato Bessemer dello spessore di 1,5 mm. Esso disponeva di un lungo sperone di prora e di poppa rotonda e aveva un bordo libero di circa 70-80 cm.
L’armamento consisteva in due tubi lanciasiluri da 356 mm, sistemati in posizione inclinata a prua, e in un cannone revolver a due canne Nordenfelt da 25 mm.
La Locusta fu imbarcata, insieme alla gemelle Cicala (poi 18 T) e Clio (poi 11 T), sulla nave da battaglia Caio Duilio per l'impiego operativo in alto mare. La Cicala e la Locusta erano posizionate sul ponte di coperta, mentre la Clio in un compartimento allagabile a poppa, con accesso al mare mediante una porta stagna azionata idraulicamente.
In breve tempo la Regia Marina considerò queste unità del tutto inutili all'impiego bellico, e decise di disarmare parte delle unità della classe. Una volta posta in disarmo la Locusta fu ceduta alla Regia Guardia di Finanza nel 1886, venendo trasferita per l'impiego sul Lago Maggiore dalla base di La Spezia il 9 marzo 1892. Insieme ad essa giunse anche una seconda torpediniera della stessa classe, la 21 T, ex Zanzara, arrivata a Cannobio l'11 luglio 1891 e ad una barca a vapore del tipo White, la VII W, impiegata nelle acque del lago già dal 7 maggio 1891. Le tre unità furono trasferite sul Lago Maggiore per via ferroviaria, così come la torpediniera 18 T ex Polimnia, destinata a prestare servizio sul Lago di Garda, di stanza a Limone del Garda. Come base per le tre unità fu scelta la località di Cannobio, sita sulla sponda occidentale del lago e vicina al confine con la Svizzera, dove furono costruite una piccola darsena e li adiacente una officina per le riparazioni e la manutenzione delle imbarcazioni della Regia Guardia di Finanza. L'impiego delle ex torpediniere sulle acque del lago suscitò qualche perplessità, in quanto ci si accorse che esse avevano dei problemi di stabilità e sicurezza che aumentavano in special modo man mano che veniva consumato il carbone imbarcato.
Nella sera di mercoledì 8 gennaio, il battello incrociatore 19 T salpò da Canobbio dirigendo subito a nord, verso la frazione di Piaggio Valmara dove, secondo alcune fonti, sbarcarono il comandante della Tenenza della Guardia di Finanza e un milite per effettuare una ispezione, e successivamente proseguendo verso la sponda lombarda del lago, probabilmente in direzione di Maccagno.
Verso la mezzanotte dell'8 gennaio sul lago si scatenò una violenta tempesta, e la torpediniera scomparve nelle acque del lago senza lasciare alcuna traccia. L'allarme venne dato la mattina del 9 gennaio, quando il finanziere di servizio nella darsena di Cannobio, si accorse che la 19 T non era rientrata. Nonostante le operazioni di ricerca fossero iniziate subito, non venne trovata alcuna traccia né della 19 T né dei dodici uomini del suo equipaggio. Esso era formato da: marinaio macchinista di 3ª classe Anselmo Bracco, marinaio macchinista di 2ª classe Anselmo Da Pozzo, capo nocchiere di 2ª classe e comandante del battello Giovanni Sofra, maresciallo, comandante della pattuglia della Regia Guardia di Finanza, ruolo mare Giacomo Franchin, vice brigadiere ruolo mare Francesco Macchetta, marinaio Carlo De Napoli, marinaio Michele Pipitone, marinaio fuochista scelto Salvatore Merell, marinaio fuochista scelto Gerolamo Bonanni, guardia di finanza, ruolo mare Giuseppe Gioacchini, marinaio torpediniere elettricista Enrico Dozio e guardia di finanza, ruolo mare, Alessandro Zuffa Nonostante le ricerche il relitto della torpediniera non è mai stato localizzato. Un monumento in ricordo della nave e del suo equipaggio si trova in Piazza Martiri della Libertà a Cannobio.

### Annotazioni
1. ↑  Otto appartenevano alla Regia Marina e quattro alla Regia Guardia di Finanza.

### Fonti
1. 1 2 3 4 5 6 7 8 9 10 11 12 13 14  Italianshiplover.
2. 1 2 3 4 5  Marina Difesa.
3. ↑  Fuselli, Severini 2017, p. 170.
4. ↑  Alto Lago Maggiore.